# Bihartorda, Hajdú-Bihar
Bihartorda  este un sat în districtul Püspökladány, județul Hajdú-Bihar, Ungaria, având o populație de 1.002 locuitori (2011). 

## Demografie
Componența etnică a satului Bihartorda
     Maghiari (87,19%)
     Romi (12,51%)
     Necunoscut (0,3%)
     Alții (0,3%)
Componența confesională a satului Bihartorda
     Reformați (48,7%)
     Fără religie (23,65%)
     Romano-catolici (4,59%)
     Necunoscută (22,75%)
     Greco-catolici (0,3%)
     Alte religii (0,7%)
Conform recensământului din 2011, satul Bihartorda avea 1.002 locuitori. Din punct de vedere etnic, majoritatea locuitorilor (87,19%) erau maghiari, cu o minoritate de romi (12,51%). Apartenența etnică nu este cunoscută în cazul a 0,3% din locuitori. Nu există o religie majoritară, locuitorii fiind reformați (48,7%), persoane fără religie (23,65%) și romano-catolici (4,59%). Pentru 22,75% din locuitori nu este cunoscută apartenența confesională.